# Прапор Піщаного (Куп'янський район)
Пра́пор Піща́ного — один з офіційних символів села Піщане, Куп'янський район Харківської області, затверджений рішенням сесії Піщанської сільської ради.

## Опис прапора
Квадратне полотнище з вміщеними на ньому кольорами і фігурами малого герба.